# Francisco de Andrade Leitão

Francisco de Andrade Leitão

Francisco de Andrade Leitão (Condeixa, 1585 — Lisboa, 17 de março de 1655) foi um jurisconsulto, professor de direito na Universidade de Coimbra e diplomata ao serviço do rei D. João IV de Portugal. Foi um dos conjurados da Revolução de 1 de Dezembro de 1640, depois nomeado por D. João IV de Portugal como embaixador em Londres e Haia e plenipotenciário no Congresso de Münster.

## Biografia
Nasceu em Condeixa por volta do ano de 1585, filho de Manuel Fernandes de Almeida e Antónia de Andrade, neto de Belchior de Andrade, cavaleiro fidalgo. Casou com Ana Leitão Coutinho de quem teve apenas uma filha, Antónia de Andrade, que viria a casar com Francisco Machado de Brito, tesoureiro da Casa da Índia.
Foi educado no Colégio de São Pedro da Terceira Ordem de Coimbra, dos franciscanos, tendo concluído em 1611 o bacharelato em Leis na Universidade de Coimbra, instituição onde em 1618 também obteve a licenciatura e o doutoramento em Leis, após ter sido admitido no ano anterior no Real Colégio de São Paulo.
Entre 1611 e 1626 desempenhou cargos de ensino na Universidade de Coimbra, tendo até 1616 exercido o cargo de repetidor de Leitura e de 1618 a 1626 o cargo de lente da cadeira de Instituta.
Em 1626 ingressou na magistratura e fixou-se em Lisboa com o cargo de desembargador da Casa da Suplicação. Em 1628 foi transferido para o cargo de juiz desembargador dos agravos na Casa da Suplicação. Foi também nomeado oficial da chancelaria régia.
Foi um dos conjurados da Revolução de 1 de Dezembro de 1640 que proclamou a realeza de D. João IV de Portugal, tendo sido escolhido como o orador oficial do acto de juramento e coroação do novo rei, realizado a 15 de Dezembro de 1640. O novo rei nomeou-o desembargador supranumerário do Desembargo do Paço.
Sendo necessário cuidar do reconhecimento da independência portuguesa e da legitimidade do novo monarca junto das principais cortes europeias, foi enviado, juntamente com D. Antão de Almada, como embaixador português em Londres, cargo que exerceu nos anos de 1641 e 1642. Esta primeira missão diplomática do restaurado Reino de Portugal independente visava alcançar o reconhecimento pela corte inglesa do movimento restaurador e a consequente legitimação do monarca português e da sua dinastia, matérias de vital importância para a sobrevivência da dependência portuguesa face à pressão espanhola.
A missão em Londres foi complexa e difícil já que os enviados de Filipe IV de Espanha exerceram forte pressão sobre a corte inglesa para que a missão portuguesa não fosse recebida. Essa pressão adiou em cerca de um mês o encontro entre o monarca inglês, Carlos I de Inglaterra, e os embaixadores portugueses. Contudo, após longas e árduas negociações, em Janeiro de 1642 foi apenas acordado um tratado de paz e comércio com Portugal, que garantiu vários privilégios comerciais aos mercadores ingleses, mas não significava a aceitação do movimento restaurador. Assim, a importância do tratado seria relativa, dado que apesar do rei inglês reconhecer a mudança da situação política portuguesa não reconhecia formalmente a independência, mantendo uma situação híbrida que visava evitar conflitos com a monarquia espanhola com que Carlos I tinha celebrado um acordo de paz em 1630.
Em 1642, pouco depois de regressar da sua missão a Londres, foi nomeado embaixador extraordinário em Haia, para onde parte a 20 de Março daquele ano e onde permaneceria até 1643. O objectivo desta embaixada extraordinária às Províncias Unidas era obter a restituição de Luanda e da ilha de São Tomé que os neerlandeses haviam ocupado em 1641.
Também aqui a missão se revelou árdua, pois o governo da República das Sete Províncias Unidas dos Países Baixos alegava que fora uma conquista legítima pois a ratificação do tratado luso-neerlandês de 1641 não tinha chegado àqueles territórios africanos aquando da sua ocupação. O assunto acabaria por ser resolvido pela força, com a reconquista de Angola operada pela expedição comandada por Salvador Correia de Sá e Benevides em 1648.
Outro objectivo era a devolução do Maranhão, também tomada pelos neerlandeses, mas também neste caso foi infrutífera a negociação pois em 1643 o governo neerlandês declarou oficialmente que a conquista tinha sido legítima e não infringia o tratado entre os dois países. Também neste caso o assunto foi resolvido pela força pois a presença neerlandesa no Brasil apenas terminou em 1654, após uma campanha que incluiu as batalhas dos Guararapes, com a assinatura da capitulação no Recife, de onde partiram os últimos navios holandeses em direcção à Europa. 
Também apresentou várias reclamações contra a acção da Companhia Holandesa das Índias Orientais (a Vereenigde Oost-Indische Compagnie ou VOC) pela sua interferência com o comércio português no Oceano Índico e pela ocupação de várias praças no Ceilão e nas ilhas que constituem a actual Indonésia, mas sem obter resultados relevantes. 
Em 1644 foi enviado, com Luís Pereira de Castro e Rodrigo Botelho de Morais, como ministro plenipotenciário do Reino de Portugal junto do Congresso de Münster, um complexo conjunto de negociações que decorriam naquele ano na cidade de Münster visando por termo à Guerra dos Trinta Anos. As negociações decorreram nas cidades alemãs de Münster e Osnabruck (uma católica, outra protestante) entre 1643 e 1648, em diversas reuniões sem qualquer plenário. Embora não tivesse sido beligerante, Portugal estava interessado na participação, devido essencialmente à questão do reconhecimento internacional da sua independência e a salvaguarda das colónias. Contudo a oposição espanhola foi muito forte, ameaçando mesmo o abandono das negociações se Portugal fosse admitido, pelo que apesar dos enviados portugueses terem pugnado durante três anos pela integração no acordo negociado, o desiderato não foi conseguido. O Tratado de Vestefália de 1648, resultado prático dos Congressos de Münster e Onsbruck, não incluiu a Coroa portuguesa entre os signatários. Alguns dos documentos produzidos para o Congresso de Vestefália foram posteriormente publicados.
Foi feito cavaleiro da Ordem de Cristo com a comenda de São Martinho de Freixedas e recebeu várias outras mercês, entre as quais a administração em sua vida de uma capela na igreja de São Pedro de Óbidos, um lugar de freira para uma descendente por ele nomeada e uma pensão anual de vinte mil réis para um neto que também receberia o hábito da Ordem de Cristo.
Faleceu em Lisboa a 17 de Março de 1655 e foi sepultado na Igreja de São Domingos.

## Obras publicadas
Francisco de Andrade Leitão é autor das seguintes obras:
- Discurso politico sobre o se aver de largar a coroa de Portugal, Angola, S. Thome & Maranhaõ : exclamado aos altos & poderosos estados de Olanda
- Memoriale pro restitutione civitatum Sancti Pauli de Loanda: Divi Thomae: Maranhonis & ceterorum omnium de quibus supra in 1. & 2. allegatione
- Copia das proposiçoẽs, e secvnda allegaçam, qve o doutor Francisco de Andrada Leitão ... embaxador extraordinario aos altos senhores Ordens geraes, & potentes Estados das Prouincias Vnidas lhes presentou acerca da restituiçaõ da cidade de S. Paulo de Loanda em Angola, & da ilha, & cidade de Sam Thome, acerca da ilha, cidade & districto do Maranham, & outros lugares, cidades, & fortalezas, naos, & nauios guerreados, vsurpados, & tomados por os vassallos delles, despois do tratado da paz renouada com os ditos senhores Ordens geraes em 14. de iunho de 1642
- Copia primae allegationis, quam doctor Franciscus de Andrada Leitam ... legatus ad celsos potentesque dominis Ordines generales Foederati Belgij; eisdem obtulit, pro restitutione civitatis Sancti Pauli de Loanda in Angola, insularumque Sancti Thomae, necnon etiam do [sic] Maranham, 18. die may anno 1642
- Orbis vindicatvs. Oratio.